# 王家の谷 エルギーザの封印
『王家の谷 エルギーザの封印』（おうけのたに エルギーザのふういん）は、コナミ（現・コナミデジタルエンタテインメント）から発売されたMSX用アクションパズルゲーム。「王家の谷」の続編に当たる。全60面。カートリッジにはSCC音源チップを搭載し、面をデザインするエディットモードもある。

## 概要
前作の舞台はエジプトであったが、本作品に登場するピラミッドはレムールという惑星上にあるものである。主人公はビック（前作の主人公）の13代目の子孫という設定になっているため、未来の宇宙が舞台となっているといえる。
コナミのMSXソフトで、MSX1およびMSX2専用で別パッケージとして売り出されたのはこの作品のみである（挿入したMSX本体がMSX1かMSX2かによって画面などの演出が異なるソフトは複数本存在する）。MSX1用は画面描画性能の制約上、敵が単色スプライトになり、アイテムが黒く縁取られている。ただ、ソウルストーンが光り輝く演出はMSX1のみである。
国外では「King's Valley II」のタイトルでMSX1版のみ発売された。

## ストーリー
ビック13世は、ピラミッド群のある惑星レムールを調査中、地球のピラミッドの秘密を知る。古代エジプトの王族は太古の昔にレムールからやってきた宇宙人であり、地上のピラミッドは、彼らの死後にその魂をレムールに送るための転送装置だったのである。そしてピラミッドの副葬品は、転送装置を制御する機能を果たしていた。
しかし度重なる盗掘のため、ピラミッドは制御不能となり、暴走を始めていた。ピラミッドパワーによって増幅されたそのエネルギーは、地球をも破壊しかねない。

地球を守るには、惑星レムール上のピラミッドに入り、制御装置の機能を停止させるしかない。しかし制御中枢に至るには、ソウルストーン（歴代の王族の魂）によって封印された60の部屋を通らなくてはならない。

## ステージ構成など
ゲームの目的は、ステージ上にあるソウルストーンをすべて回収し、扉から脱出することである。
ゲーム画面はサイドビュー形式で、垂直に伸びる梯子で上下のフロアを移動する。上下左右はつながっており、端まで行くと反対側に出る。ステージは最小1画面分から最大6画面分で構成される。床は壊れるブロックと壊れないブロックに分かれており、前者はアイテムで掘ることができる。
ステージは6つのピラミッドに各10部屋、計60部屋からなる。2面ごとにBGMが変化する。10面クリアごとにビック13世が次のピラミッドへ進むデモが表示される。なお、この時のBGMは悪魔城ドラキュラ ギャラリー オブ ラビリンスでも"秘法を求めて(英：In search of the secret spell)"の曲名で用いられている。
主人公は残機ゼロからスタートし、ステージクリアごとに一人ずつ増える。ステージクリア時にはパスワードが表示され、途中から開始することもできる。

## 基本操作
カーソルキーでビック13世を左右に動かす。梯子は上下キーで昇降する。
スペースキーを押したときの挙動は所持するアイテムによって異なる。
- 武器を持っているときはそれを投げる。
- その他のアイテムを持っているなら床や壁を掘る。
- 何も持っていないときはジャンプする。

つまり、武器またはアイテムを持っているときにはジャンプができない。また、武器およびアイテムは一度に一つしか持てず、一度取ったら使用しない限り手放すことはできない。武器は回収することで再利用が可能だが、その他のアイテムは使用することで失われる。
このシステムは前作から引き継がれたものである。

## キャラクター
ビック13世
主人公。青い探検服を着ている。前作の主人公ビックの子孫。惑星を巡って遺跡を調査している。
スロウマン
白いミイラ男。柩から現れ、床を左右に動く。梯子は昇降しない。
フロウマン
黄色いミイラ男。柩から現れる。梯子を高速で昇降する。
ピョンシー
煙となって現れ、ジャンプしながら主人公を追跡する。ジャンプ中は下を通り抜けることができる。梯子も昇降するが動きは遅い。
ロックロール
煙となって現れる。しばらく周囲を見渡した後、球状になって床を転がる。停止しているときは触れても死ぬことはなく、足場として利用可能。武器を当てることで任意の場所に止めることができる。

## アイテム
武器と掘削用アイテムに大別される。前者は使用回数に制限はないが、後者は一度使用すると失われる。
ナイフ
武器。直線上に飛ぶ。飛行中はキャッチできない。
ブーメラン
武器。敵にあたらないと手元に戻ってくる。飛行中でもキャッチできる。
ハンマー
壁を縦2ブロック、横1ブロック掘る。
スコップ
床を縦1ブロック、横2ブロック掘る。
ドリル
壁を縦横2ブロック掘る。
ツルハシ
床を縦横2ブロック掘る。

## ギミック
消える梯子
黄色い梯子。2回昇降すると頂部が床に変わり、消える。
消える床
丸いキャラクターが並んでいる形状（●●●●）の床で、2回通ると消える。
増殖する壁
特定の場所を通過すると天井から壁が増殖してくる。増殖した壁はアイテムで掘ることができる。この壁に潰されると即死する。
移動石
水色のブロック。押して移動できる。足場として利用。
回転扉
白い方向からしか通り抜けられない。
一方通行の扉
平らな方からしか通り抜けられない。

## ステージエディット
このゲームにはエディットモードがついており、これを利用したコンテストが開催された。取扱説明書にある専用の原稿用紙にマップを書き込んで郵送することで参加でき、優秀なステージには各パソコン雑誌（MSXマガジン、MSX・FAN、Beep、コンプティーク）の名を冠した賞が贈られた。賞品はエディットステージ入賞作品が収録されたROMカートリッジ『王家の谷 エルギーザの封印 エディットコンテスト優秀作品集』であった。カートリッジは金色で、ゲームスタート時に受賞者本人の氏名の入った表彰状が画面に表示される一点ものとなっている。

## 脚註
1. ↑  “コナミのMSXソフトデータベース (Internet Archiveによるコピー)”. 1996年11月8日時点のオリジナルよりアーカイブ。2019年7月23日閲覧。
2. ↑  悪魔城ドラキュラ ギャラリー オブ ラビリンス内の"降り積もる砂塵(英：Sandfall)"もまた本作のBGMが編曲されたものである。